# Фаэтончик красный

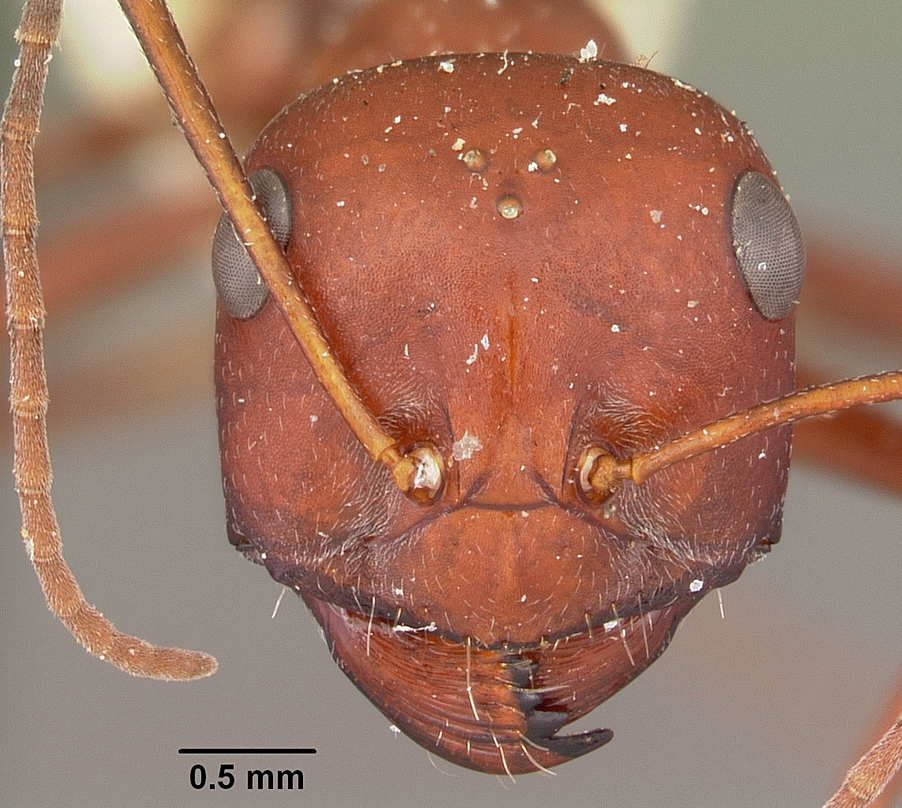
Cataglyphis bicolor

Фаэтончик красный (лат. Cataglyphis bicolor) — вид африканских муравьёв-бегунков рода Cataglyphis, специализированных к обитанию в пустынях. Термофилы.

## Распространение
Северная Африка. Населяет пустыню Сахару и является одним из наиболее толерантных к жаре видов животных на планете. Известно как минимум ещё 4 вида муравьёв-бегунков рода Cataglyphis, живущих в Сахаре, например, C. bombycina, C. savignyi, C. mauritanicus и C. fortis.
- Алжир, Египет, Израиль, Ливия, Марокко, Сирия, Тунис, Турция. Также указан для некоторых островов: Канарские острова, Додеканес (Греция)[4].

## Описание
Среднего размера муравьи-бегунки. Длина около 1 см. Собирают в пустыне насекомых, погибших от жары. Являются единственными наземными животными, выдерживающими температуру выше +50 °C (до 70 °C).
У этих муравьёв живут мирмекофильные жуки-кожееды Thorictus bonnairei Wasmann, 1894 (Coleoptera: Dermestidae).

## Навигация
Способны ориентироваться по поляризованному свету в отсутствии видимого положения солнца на небе и по наземным меткам. При отсутствии визуальных ориентиров в пустыне рабочие муравьи начинают отслеживать направление и отсчитывать расстояние внутренним шагомером, подсчитывая, сколько шагов они делают в каждом направлении. Интегрируя эту информацию, муравьи находят кратчайший путь до гнезда.
Cataglyphis bicolor вместе с Formica polyctena были первыми видами муравьёв, у которых доказано цветоразличение, по крайней мере, доказано наличие дихроматического восприятия от ультрафиолетового (350 нм) до зелёного цвета (510 нм)
В ходе исследований было замечено, что размер тела влияет на параметры ходьбы, модели походки и фазовые соотношения с точки зрения абсолютной скорости ходьбы. Муравьи имеют тенденцию демонстрировать одинаковую общую стратегию передвижения при низкой скорости ходьбы, и существенные различия наблюдались только между C. albicans и C. bicolor при высокой скорости ходьбы. Анализ показал, что муравьи C. bicolor используют одну и ту же общую стратегию для всех размеров тела, при этом маленькие муравьи достигают самых высоких скоростей ходьбы (до 80 длин тела в секунду, около 500 мм в секунду) за счёт увеличения длины шага и включения воздушных фаз. Для сравнения, C. albicans достигал высокой скорости ходьбы в основном за счёт высокой синхронности движений ног, меньшей продолжительности фазы переноса и более высокой частоты шагов до 40 Гц.

## Систематика
Выделяют более 10 подвидов:
- Cataglyphis bicolor adustus Santschi, 1929
- Cataglyphis bicolor basalis Santschi, 1929
- Cataglyphis bicolor bellicosus (Karavaiev, 1924)
- Cataglyphis bicolor bicolor (Fabricius, 1793)
- Cataglyphis bicolor congolensis (Stitz, 1916)
- Cataglyphis bicolor oasium Menozzi, 1932
- Cataglyphis bicolor protuberatus Crawley, 1920
- Cataglyphis bicolor pubens Santschi, 1929
- Cataglyphis bicolor rufiventris Emery, 1925
- Cataglyphis bicolor seticornis (Emery, 1906)
- Cataglyphis bicolor sudanicus (Karavaiev, 1912)